# Macrobracon nobilis
Macrobracon nobilis är en stekelart som beskrevs av Turner 1918. Macrobracon nobilis ingår i släktet Macrobracon och familjen bracksteklar. Inga underarter finns listade i Catalogue of Life.